# Кама (Юсьвинский район)
Кама — посёлок в Юсьвинском муниципальном округе Коми-Пермяцкого округа Пермского края (Россия). Входил до 2020 года в Пожвинское сельское поселение.
Расположен в устье реки Тузим на западном берегу Камского водохранилища в 10 км к северо-востоку от посёлка Пожва, в 73 км от села Юсьва и в 45 км к юго-западу от города Березники. С трёх сторон окружён лесами. На юге вблизи посёлка находится деревня Городище.
Через посёлок проходит автодорога Кудымкар — Юсьва — Пожва — Усолье — Березники.

## История
Поселок начинал строиться в 1947 году как центральный поселок Городищенского леспромхоза, работавшего в данной местности с 1930 года. Поселок активно развивался вплоть до 1970-х годов. Появились школа, больница, клуб, сквер, магазины. В 1990-х годах леспромхоз по причине истощения сырьевой базы резко сократил производство и в 2002 году прекратил деятельность. 

## Население
В 2002 году численность населения составляла 856 человек, из них 79 % — русские, в 2010 - 596 человек.